# Kvadrivij
Od Platonovega časa do srednjega veka je bil kvadrivij skupina štirih predmetov ali umetnosti – aritmetike, geometrije, glasbe in astronomije – ki so tvorili drugo kurikularno stopnjo po pripravljalnem delu v triviju, sestavljen iz slovnice, logike in retorike. Trivij in kvadrivij sta skupaj sestavljala sedem svobodnih umetnosti in tvorila osnovo svobodnega umetnostnega izobraževanja v zahodni družbi, dokler ju kot kurikularno strukturo postopoma niso izpodrinile studia humanitatis in njeni kasnejši odcepi, začenši s Petrarko v 14. stoletja. Sedem klasičnih umetnosti je veljalo za »miselne veščine« in so se razlikovale od praktičnih umetnosti, kot sta medicina in arhitektura.
Kvadrivij, latinsko za štiri poti, in njegovo uporabo za štiri teme so pripisali Boetiju, ki je bil očitno prvi, ki je uporabil izraz, ko je trdil, da je višino filozofije mogoče doseči šele po »neke vrste štirikratna pot« (quodam quasi quadruvio).:199 Veljal je za temelj študija filozofije (včasih imenovane »liberalna umetnost par excellence«) in teologije. Kvadrivij je bil višji del srednjeveškega izobraževanja v svobodnih umetnostih, ki je obsegal aritmetiko (število v abstraktu), geometrijo (število v prostoru), glasbo (število v času) in astronomijo (število v prostoru in času).
Z izobraževalnega vidika sta trivij in kvadrivij študentu posredovala sedem bistvenih miselnih veščin klasične antike. Skupaj je sedem svobodnih umetnosti pripadalo tako imenovani 'nižji fakulteti' (umetnosti), medtem ko so bile medicina, pravo (pravo) in teologija ustanovljene v treh tako imenovanih 'višjih' fakultetah. Zato je bilo v srednjem veku povsem običajno, da so bili predavatelji na nižji trivij in/ali kvadrivij fakulteti sami študenti ene od višjih fakultet. Filozofija običajno ni bila niti predmet niti fakulteta sama po sebi, temveč je bila implicitno prisotna kot 'pomožno orodje' v diskurzih višjih fakultet, zlasti teologije; ločitev filozofije od teologije in njen dvig v avtonomne akademske discipline so bili postsrednjeveški razvoj.
Izpodrivanje kvadrivija z drugimi kurikularnimi pristopi iz časa Petrarke je dobilo zagon s kasnejšim renesančnim poudarkom na tem, kar je postalo sodobna humanistika, ena od štirih svobodnih umetnosti moderne dobe, poleg naravoslovja (kjer zdaj prebiva velik del dejanske vsebine prvotnega kvadrivija), družboslovje in umetnost; čeprav se morda zdi, da bi bila glasba v kvadriviju sodobna veja uprizoritvenih umetnosti, je šlo takrat za abstrakten sistem proporcev, ki so ga skrbno preučevali z distanco od dejanske glasbene prakse, in dejansko vejo glasbene teorije, ki je bila tesneje povezana z aritmetiko kot na glasbeni izraz.

## Izvori
Te štiri študije sestavljajo sekundarni del učnega načrta, ki ga je začrtal Platon v Republiki in so opisane v sedmi knjigi tega dela (v vrstnem redu aritmetika, geometrija, astronomija, glasba). Kvadrivij je implicitno prisoten v zgodnjih pitagorejskih spisih in v De nuptiis Marcijana Kapele, čeprav izraz kvadrivij ni bil uporabljen do Boetija v začetku 6. stoletja. Kot je zapisal Prokl:
Pitagorejci so menili, da je vsa matematična znanost razdeljena na štiri dele: eno polovico so označili za količino, drugo polovico za velikost; in vsako od teh so postavili kot dvojno. Količino je mogoče obravnavati glede na njeno naravo samo po sebi ali v razmerju do druge količine, velikosti bodisi kot stacionarne bodisi v gibanju. Aritmetika proučuje količine kot take, glasba razmerja med količinami, geometrijska veličina v mirovanju, sferična [astronomija] velikost, ki se sama po sebi premika.

## Srednjeveška uporaba
Na mnogih srednjeveških univerzah bi bil to predmet, ki vodi do stopnje magistra umetnosti (po BA). Po magistrskem študiju se je študent lahko vpisal na diplomo višjih fakultet (teologije, medicine ali prava). Do danes nekateri podiplomski študijski programi vodijo do diplome (diplomi B.Phil in B.Litt. sta primera na področju filozofije).
Študij je bil eklektičen in se je približeval filozofskim ciljem, ki so si jih prizadevali, z upoštevanjem vsakega vidika kvadrivija znotraj splošne strukture, ki jo je pokazal Prokl (412–485), in sicer aritmetike in glasbe na eni strani ter geometrije in kozmologije na drugi strani. drugo.
Predmet glasbe znotraj kvadrivija je bil prvotno klasičen predmet harmonije, zlasti preučevanje razmerij med glasbenimi intervali, ki nastanejo z delitvijo monokorda. Odnos do glasbe, kot se dejansko izvaja, ni bil del tega študija, vendar bi okvir klasične harmonije bistveno vplival na vsebino in strukturo glasbene teorije, kot se izvaja v evropski in islamski kulturi.

## Sodobna uporaba
V sodobnih aplikacijah svobodnih umetnosti kot kurikuluma na visokih šolah ali univerzah se lahko kvadrivij obravnava kot študij števila in njegovega odnosa do prostora ali časa: aritmetika je bila čisto število, geometrija je bila število v prostoru, glasba je bila število v času, in astronomija je bila številka v prostoru in času. Morris Kline je štiri elemente kvadrivija razvrstil kot čista (aritmetika), mirujoča (geometrija), gibljiva (astronomija) in uporabna (glasba) števila.
Ta shema se včasih imenuje »klasično izobraževanje«, vendar je bolj natančno razvoj renesanse 12. in 13. stoletja z obnovljenimi klasičnimi elementi, ne pa organska rast iz izobraževalnih sistemov antike.